# Санта-Луче
Санта-Луче (італ. Santa Luce) — муніципалітет в Італії, у регіоні Тоскана, провінція Піза.
Санта-Луче розташована на відстані близько 240 км на північний захід від Рима, 70 км на південний захід від Флоренції, 31 км на південний схід від Пізи.
Населення — 1714 осіб (2014).
Щорічний фестиваль відбувається 13 грудня. Покровитель — Santa Lucia.

## Демографія
Населення за роками:

Станом на 1 січня 2023 року в муніципалітеті офіційно проживало 149 іноземців з 37 країн, серед них 71 громадянин країн Євросоюзу та 3 громадяни України.

## Сусідні муніципалітети
- Кашіана-Терме-Ларі
- Кастелліна-Мариттіма
- К'янні
- Креспіна-Лоренцана
- Орчіано-Пізано
- Розіньяно-Мариттімо